# Пазухин, Алексей Михайлович
Алексей Михайлович Пазухин (11 февраля 1851, Ярославль, — 27 марта 1919, Москва) — русский писатель. Его брат, Николай, также стал писателем.

## Биография и творчество
Алексей Михайлович Пазухин родился 11 февраля 1851 года в Ярославле. Отец, Михаил Павлович Пазухин, потомственный дворянин старого дворянского рода. Мать – из купеческой семьи.
	Получив первоначальное образование дома, Алексей в 1861 году поступил в Ярославскую гимназию дворянским пансионером. Об учебе в гимназии он оставил следующие воспоминания: «Добром помянуть гимназию я оснований не имею. Увы, она в начале 60-х годов внутренним строем своим, приемами воспитания и образования мало чем разнилась от бурсы Помяловского. ˂…˃ Педагогам того времени не мешало драть франтоватых пансионеров и гимназистов так же, как драли бурсаков педагоги, вроде увековеченного Помяловским Лобова» .
	В конце 60-х гг. А. М. Пазухин увлекся народническими идеями, оставив гимназию сдал экзамен на звание народного учителя и 8 лет учительствовал в селе Давыдкове и селе Великом Ярославской губернии. В селе Великом принимал участие в организации общественной библиотеки и народного театра.
	В 1872 г. А. М. Пазухин напечатал первую повесть «Тяжелая доля» в петербургском журнале «Воскресный досуг».
	В 1876 г. А. М. Пазухин оставил должность народного учителя и решил посвятить себя казенной службе, поступив чиновником Ярославского Губернского Правления. Исполняя должность чиновника особых поручений при губернаторе, писал корреспонденции в петербургские и московские газеты и юмористические рассказы в «Будильник».
	В 1881 г., женившись в Ярославле, А. М. Пазухин перебрался в Москву, где в это время Н. И. Пастухов основал газету «Московский листок».
	В автобиографии А. М. Пазухин так описывает свою литературную деятельность: «Сотрудничая во многих журналах и газетах, я все свои силы отдавал «Московскому Листку» в котором напечатал более 50 больших романов и повестей, вышедших потом отдельными изданиями. причем некоторые из этих романов выдержали по нескольку изданий, а например роман «Буря в стоячих водах» в прошлом, 1912 году вышел 14-м изданием. Количество мелких рассказов, очерков и «сценок» сосчитать невозможно, и в 33 года существования «Московского листка» их напечатано количество прямо таки необъятное … ˂…˃ Многие из мелких рассказов переведены на французский и немецкий язык в легких журналах, а в 1900 году, в Гельсинфорсе вышла книжка известного Рафаэля Линквиста под заглавием «Сатира и Юмор», заключающая в себе 18 рассказов А. П. Чехова и 8 моих. ˂…˃ Для сцены мною написано несколько пьес, шедших в многих московских театрах и в провинции, причем драма из народной жизни «Московская бывальщина» идет в провинции до сих пор, пользуясь успехом, ˂…˃ драма «Кольцов», ˂…˃ одобренная для представления в народных театрах, прошла и идет с успехом, а критикою единодушно одобрена» .
	Романы, повести, рассказы и очерки А. М. Пазухин печатал большей частью под своей фамилией, но, было и несколько псевдонимов, из которых наиболее часто повторялись «Комар», «Дачный гость» и «Лорд Ремингтон».
	А. М. Пазухин скончался 27 марта 1919 г. в Москве «от полного истощения организма». 

## Критика
Серьёзная критика отнеслась к творчеству Пазухина скептически: Чехов назвал его «раздирательным рокамболистым горе-писакой» и дал такую характеристику его творчеству: «Вода, вода, вода … да и та заимствованная, пережёванная из чужого». Другой критик («Курьер», 1901) назвал его романы «похожими друг на друга, шаблонными и лубочными по приёмам изготовления». Вместе с тем его называли («Новости», 1901) «властителем дум десятков миллионов читателей, которые и слыхом не слыхивали о Чехове, Максиме Горьком, Льве Толстом», а в романах отмечали «отсутствие претенциозности, живость повествования» («Московские ведомости», 1898); «всепримиряющий свет тёплого оптимизма» (Амфитеатров).

## Романы
1. 1881 - Тайна Воробьёвых гор
2. 1882 - Так было суждено
3. 1883 - Егор Урван - атаман запорожского войска
4. 1884 - Буря в стоячих водах
5. 1887 - Женская доля
6. 1891 - Ополченная Россия
7. 1891 - Париж в Москве
8. 1894 - Под душистою веткой сирени
9. 1895 - Купленная невеста
10. 1896 - Московские коршуны
11. 1896 - На обрывах Поволжья
12. 1898 - Драма на Волге
13. 1898 - После грозы
14. 1899 - Дисконтёр
15. 1899 - Медовый месяц
16. 1899 - Три счастья
17. 1900 - Бархатные дамы
18. 1900 - Вторая весна
19. 1901 - Тайна липовой аллеи
20. 1901 - Ястребиное гнездо
21. 1902 - Вторая молодость
22. 1903 - Княгиня Бутырская
23. 1903 - Маскарадная канитель
24. 1904 - На сцене жизни
25. 1906 - Господа коммерсанты
26. 1906 - Лунные ночи
27. 1906 - На баррикаде
28. 1906 - Обручальное кольцо
29. 1909 - Две весны
30. 1909 - Светлый луч
31. 1910 - Разрушенное счастье
32. 1910 - Самозванка
33. 1911 - Заря новой жизни
34. 1911 - Радость жизни
35. 1912 - Буря в тихом омуте («Красотка Настя»)
36. 1912 - В вихре жизни
37. 1913 - Безбрачная
38. 1913 - В когтях дикой страсти
39. 1913 - Ордынская красавица
40. 1913 - Тёмные силы
41. 1914 - За что, или Страшная месть
42. 1915 - В наши дни
43. 1915 - Военная гроза
44. 1915 - Грядущая сила
45. 1917 - Вокруг трона
46. 19?? - В тени тополей
47. 19?? - По трупам к счастью
48. 19?? - Последний поцелуй
49. 19?? - Путеводная звезда
50. 19?? - Розы в крови
51. 19?? - Серебряный колокол
52. 19?? - Суд Божий